# Tropidurus itambere
Tropidurus itambere är en ödleart som beskrevs av  Rodrigues 1987. Tropidurus itambere ingår i släktet Tropidurus och familjen Tropiduridae. Inga underarter finns listade i Catalogue of Life.